# Javier Carrión Mecho
Javier Carrión Mecho (Castelló de la Plana, 14 de desembre de 1981) és un ciclista valencià, que s'ha especialitzat en la pista.

## Palmarès
- 2000
  -  Campió d'Espanya en Madison amb José Francisco Jarque
- 2001
  -  Campió d'Espanya en Persecució per equips amb Cristóbal Forcadell, D. Navarro i Guillermo Ferrer
- 2002
  -  Campió d'Espanya en Persecució per equips amb Cristóbal Forcadell, Iván Díaz Boj i Guillermo Ferrer
- 2003
  -  Campió d'Espanya en Madison amb Guillermo Ferrer
  - Vencedor d'una etapa a la Volta a la Província de Castelló
- 2004
  - 1r al Trofeu Diputació d'Alacant i vencedor d'una etapa
  - Vencedor d'una etapa a la Volta a la Província de Castelló

### Resultats a laCopa del Món de ciclisme en pista
- 2001
  - 3r a Cali, en Persecució per equips